# إيمار شير
إيمار هزار شير هو لاعب كرة قدم عراقي، يلعب في مركز الوسط، ولد في يوم 20 كانون الأول/ديسمبر 2002 في مدينة كركوك لعائلة كلدانية الأصل تنحدر من شقلاوة. هاجر في صغره إلى السويد. لعب مع ناديي هاماربي وفريج وفاز مع نادي هاماربي ببطولة كأس السويد في سنة 2021. لعب مع منتخب السويد تحت 19 سنة. في سنة 2021 أعلن عن انتقاله لنادي سبيزيا في الدوري الإيطالي.

## حياته المبكرة
ولد إيمار في العراق، لكنه انتقل إلى السويد في سن الرابعة مع عائلته.
نشأ في ستوكهولم وبدأ لعب كرة القدم كشاب مع الأندية المحلية مالارهويدنز وإنسكيدي، قبل الانضمام إلى أكاديمية نادي هاماربي في عام 2013. كان إيمار جزءًا من فريق نادي هاماربي الذي فاز ببطولة السويد تحت 17 عامًا في عام 2019.

## إحصائيات
آخر تحديث 10 حزيران 2025.
| منتخب العراق | منتخب العراق | منتخب العراق | منتخب العراق |
| العام        | المباريات    | الأهداف      |              |
| ------------ | ------------ | ------------ | ------------ |
| 2025         | 1            | 0            |              |
| المجموع      | 1            | 0            |              |